# Lijst van voetbalinterlands Israël - Sovjet-Unie
Deze lijst van voetbalinterlands is een overzicht van alle officiële voetbalwedstrijden tussen de nationale teams van Israël en de Sovjet-Unie (speelde in 1992 onder de naam Gemenebest van Onafhankelijke Staten). De landen speelden drie keer tegen elkaar. De eerste ontmoeting, een vriendschappelijke wedstrijd, werd gespeeld in Ramat Gan op 16 mei 1990. Het laatste duel, eveneens een vriendschappelijke wedstrijd, vond plaats op 12 februari 1992 in Jeruzalem.

## Wedstrijden
| № | Plaats    | Datum            | Competitie        | Wedstrijd            | Uitslag |
| - | --------- | ---------------- | ----------------- | -------------------- | ------- |
| 1 | Ramat Gan | 16 mei 1990      | Vriendschappelijk | Israël – Sovjet-Unie | 3 – 2   |
| 2 | Moskou    | 9 oktober 1990   | Vriendschappelijk | Sovjet-Unie − Israël | 3 − 0   |
| 3 | Jeruzalem | 12 februari 1992 | Vriendschappelijk | Israël − GOS         | 1 − 2   |

## Samenvatting
| Competitie        | Totaal gespeeld | Winst Israël | Gelijk | Winst Sovjet-Unie | Doelsaldo Israël – Sovjet-Unie |
| ----------------- | --------------- | ------------ | ------ | ----------------- | ------------------------------ |
| Vriendschappelijk | 3               | 1            | 0      | 2                 | 4 − 7                          |
| Totaal            | 3               | 1            | 0      | 2                 | 4 − 7                          |